# Burhanivka, Sînelnîkove
Burhanivka (în ucraineană Бурханівка) este un sat în comuna Hirkî din raionul Sînelnîkove, regiunea Dnipropetrovsk, Ucraina.

## Demografie
Componența lingvistică a localității Burhanivka
     Ucraineană (98,29%)
     Rusă (1,71%)
Conform recensământului din 2001, majoritatea populației localității Burhanivka era vorbitoare de ucraineană (98,29%), existând în minoritate și vorbitori de rusă (1,71%).